# Manga

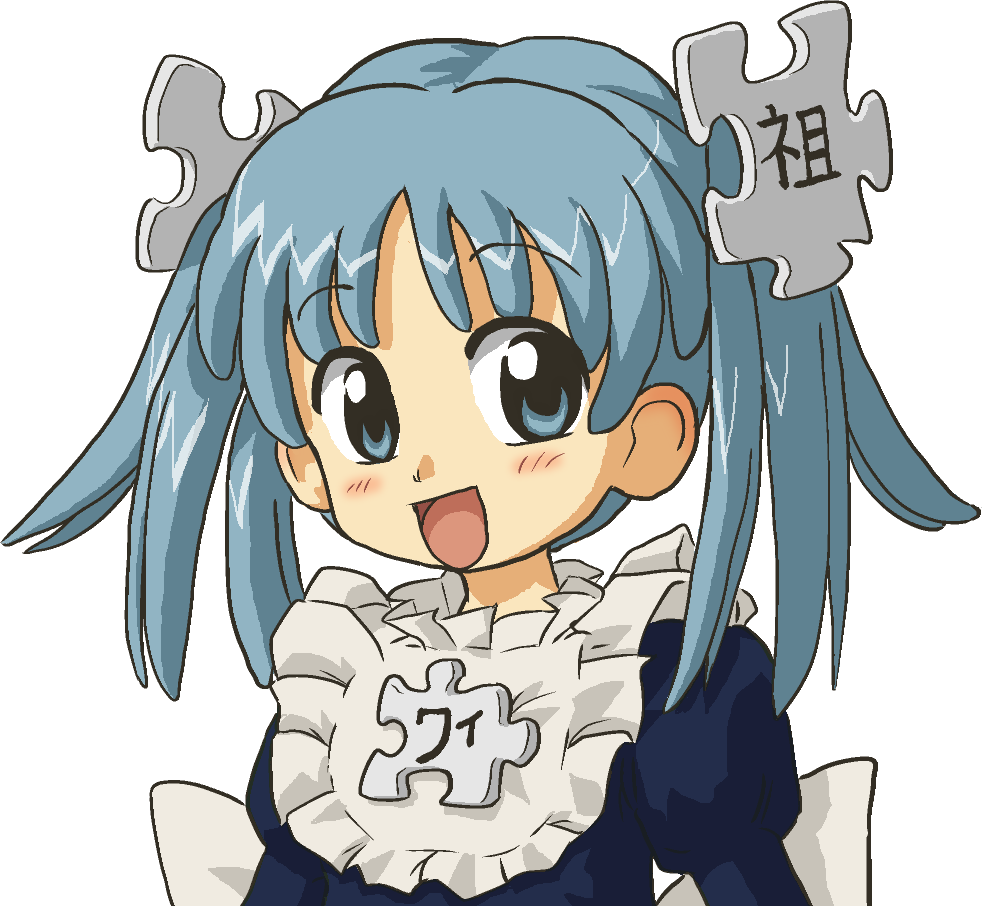
Wikipe-tan, personifikace Wikipedie, je nakreslena ve stylu manga

Manga (japonsky 漫画) je označení japonských komiksů a grafických románů. Styl kresby používaný ve většině mang vznikl v Japonsku na konci 19. století, historie jeho formy však sahá až k počátkům japonského umění. V Japonsku se mangou označují jak komiksy, tak i styl kresby; ve světě se termínem označují především komiksy vydané v této zemi.
Manga je v Japonsku velmi oblíbená a čtou ji nejenom děti, ale i dospělí a údajně pokrývá 40 % všech tištěných publikací v Japonsku. Manga se v Japonsku vydává nejdříve v časopisech (po jednotlivých kapitolách), ve kterých se nachází více sérií od různých autorů (autor mangy se nazývá mangaka). Pokud je série úspěšná, je celý příběh vydán samostatně, jako sešit s několika kapitolami. Tomuto sešitu se pak říká tankóbon. Příběhy vyskytující se v manze jsou také častým námětem animovaných seriálů a filmů známých jako anime. Na motivy úspěšných mang také občas vznikají konzolové či počítačové hry, knihy či hrané filmy/seriály.
Styl kresby, který je pro mangu typický, zahrnuje velké oči, rafinované tvary účesů, malý a špičatý nos, různé velikosti a tvary bublin a časté používání citoslovcí, především pak onomatopoí (zvukomalebných slov). Manga je, na rozdíl od amerických komiksů, tištěna jedinou barvou (s občasnou výjimkou prvních stran knihy) a také se vyznačuje opačným směrem čtení, tedy zprava doleva.
Komiksy s podobným výtvarným pojetím vznikají i v jiných zemích. Například v Jižní a Severní Koreji (těmto komiksům se pak říká manhwa), Číně (především v Hongkongu a na Tchaj-wanu, kde se jim říká manhua) a v USA (zde vydané tituly se nazývají Amerimanga). Také v Česku začínají vznikat první díla, která napodobují tento styl. V roce 2009 vyšel první český sborník mangy, Vějíř, který o rok později následoval jeho další díl.

## Význam a původ slova

Slovo manga zapsané pomocí znaků kandži

Manga, japonsky 漫画, doslova znamená rozmarné kresby nebo nespoutané skici. Poprvé se toto slovo objevilo na konci 18. a začátku 19. století v díle Santó Kjódena Šidži no jukikai, později pak v díle Manga hjakudžo od Aikawa Minwa (1814) a ve stejné době i ve velmi známém díle Hokusai manga, které nakreslil Kacušika Hokusai. Dnes je manga překládána jako komiks, kresba, nebo karikatura.

## Historie

### Předválečné období
Vyprávění příběhů skrze obrazy se v Japonsku začalo používat v období Nara (710–794 n. l.), společně s rozmachem štočkového tisku. Tyto obrazy neobsahovaly text, ani nevyprávěly ucelený příběh, sloužily pouze jako pomůcka vypravěčům a buddhistickým mnichům při vyprávění příběhů. S pozdějšími díly a moderní mangou mají společný jen směr čtení – zprava doleva.
Podle některých zdrojů se historie moderní mangy datuje do 11. až 13. století. Z této doby pochází soubor čtyř svitků, známých jako Čójú džinbucu giga emaki, které údajně nakreslil buddhistický mnich Toba Sódžó (1054–1140). Svitky vyobrazují zvířata a lidi v humorných situacích, zachovávají směr čtení zprava doleva a také nevyprávějí ucelený příběh.
Styl kresby Šódžových svitků ovlivnil pozdější karikaturisty a umělce v období Edo (1603 až 1867), kteří vydávali ilustrované knihy nazývané toba-e (japonsky 鳥羽絵). Obsahem knih toba-e byly krátké příběhy vyobrazující zvířata imitující lidskou činnost. Dalším velmi výrazným žánrem té doby bylo ukijo-e (japonsky 浮世絵) neboli obrazy z plovoucího světa. Mezi oblíbené náměty ukijo-e patřily krásné ženy, zápasníci sumó, historické scenérie a pověsti, zvířata a příroda a mnohdy i erotické scény.
Podle některých zdrojů, například Frederik a Petersen, se po druhé světové válce moderní manga vyvinula z toba-e a ukijo-e. Jiní však tato díla za přímé předchůdce mangy nepovažují.
Slovo manga se v japonském jazyce začalo objevovat až koncem období Eda. Poprvé jej použil Santó Kjóden (1761–1816) v díle Šidži no jukikai a později jej zpopularizoval umělec Kacušika Hokusai (1760–1849). Ten v letech 1814 až 1849 vydal své 13svazkové dílo (po jeho smrti pak vyšly ještě další dva svazky) Hokusai manga, které podle některých zdrojů ovlivnilo styl kresby a humoru pozdějších děl. Hokusai manga nevypráví ucelený příběh, ale mělo sloužit jako reference pro Hokusaiovy žáky a pozdější umělce.
Z konce období Eda pocházejí i první kreslené erotické a komické příběhy. Mezi známější a v té době populárnější erotická díla patří například Fúrjú enšoku Maneemon od Suzuki Harunobu (1724–1770). Hlavní hrdina příběhu, Maneemon, dokázal zmenšit svou výšku a mohl tak sledovat sexuální hrátky cizích lidí. Jednotlivé scény příběhu byly propracované, často přes celou jednu nebo dvě strany a navzájem na sebe navazovaly jen nepřímo.
Kjóden, Hanurobu a další autoři publikovali svá díla na pokračování v knihách nazývaných kibjóši (neboli žluté knihy, podle barvy inkoustu, kterým byla často tištěna obálka knihy). V polovině 19. století však kibjóši vlivem cenzury ze strany státu úplně vymizely, a proto jej někteří také nepovažují za přímé předky mangy. Za opravdový vznik mangy se považuje až období před a po druhé světové válce.
Před válkou, na konci 19. a začátku 20. století vycházely levné časopisy pro děti, které obsahovaly jednoduché kreslené příběhy. Později se tato periodika zaměřila na užší skupiny čtenářů. Především kvůli rozdělení škol na dívčí a chlapecké začaly vznikat tituly určené pro chlapce a dívky. První výhradně dívčí časopis vyšel v roce 1902 a jmenoval se Šódžo sekai (což znamená Svět děvčat).

Část svitku Čoju džinbucu giga emaki vyobrazující zápasící žabáky v sumó
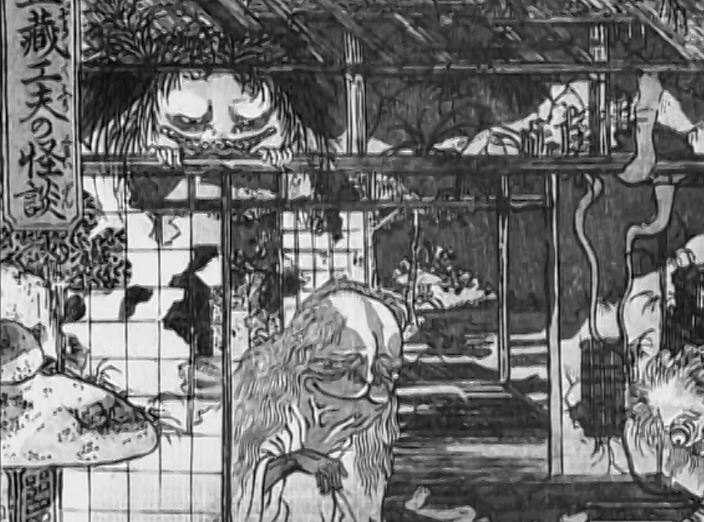
Japonský dřevoryt Utagawy Kunijošiho z konce 19. století
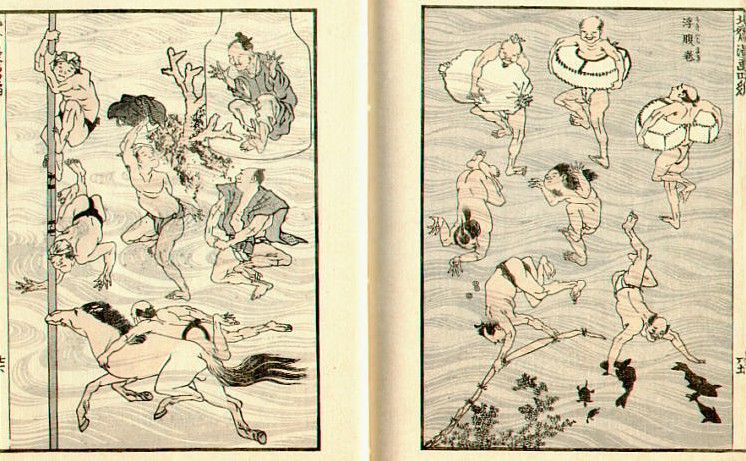
Ukázka z díla Hokusai manga od Kacušiky Hokusaie
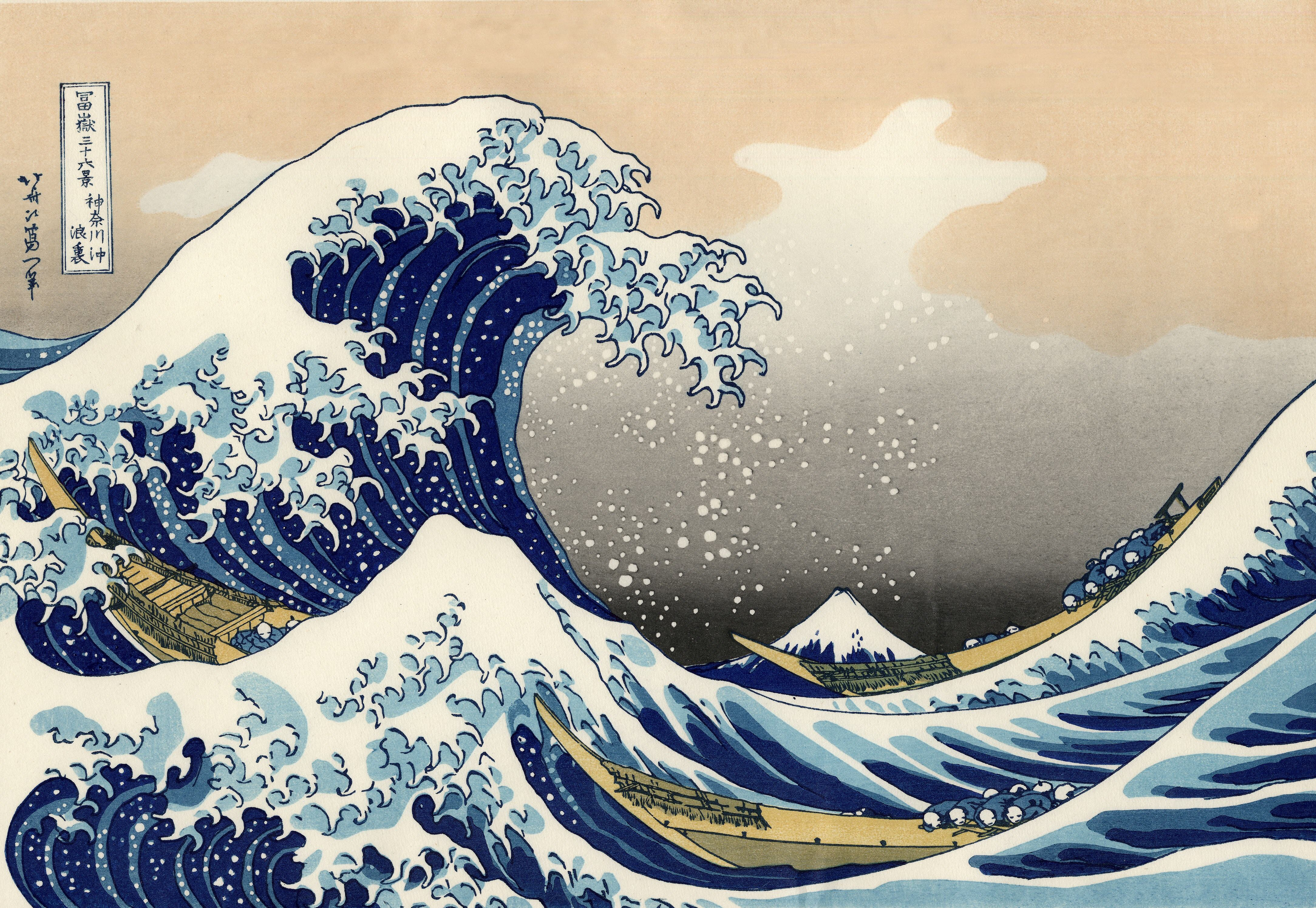
Kanagawa-Oki Nami-Ura od Kacušiky Hokusaie ve stylu ukijo-e
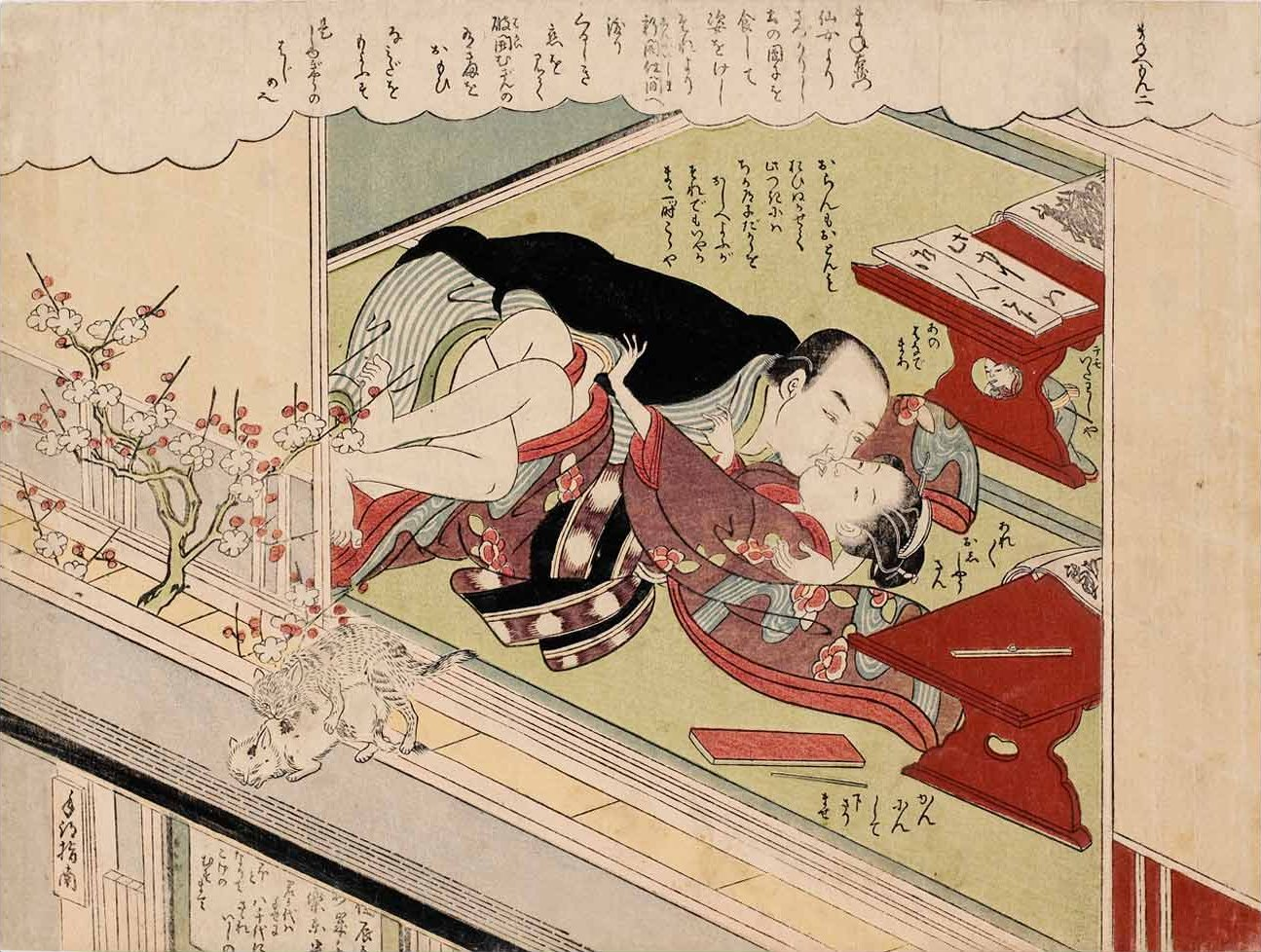
Scéna z díla Fúrjú enšoku Maneemon od Suzuki Harunobu

### Po druhé světové válce

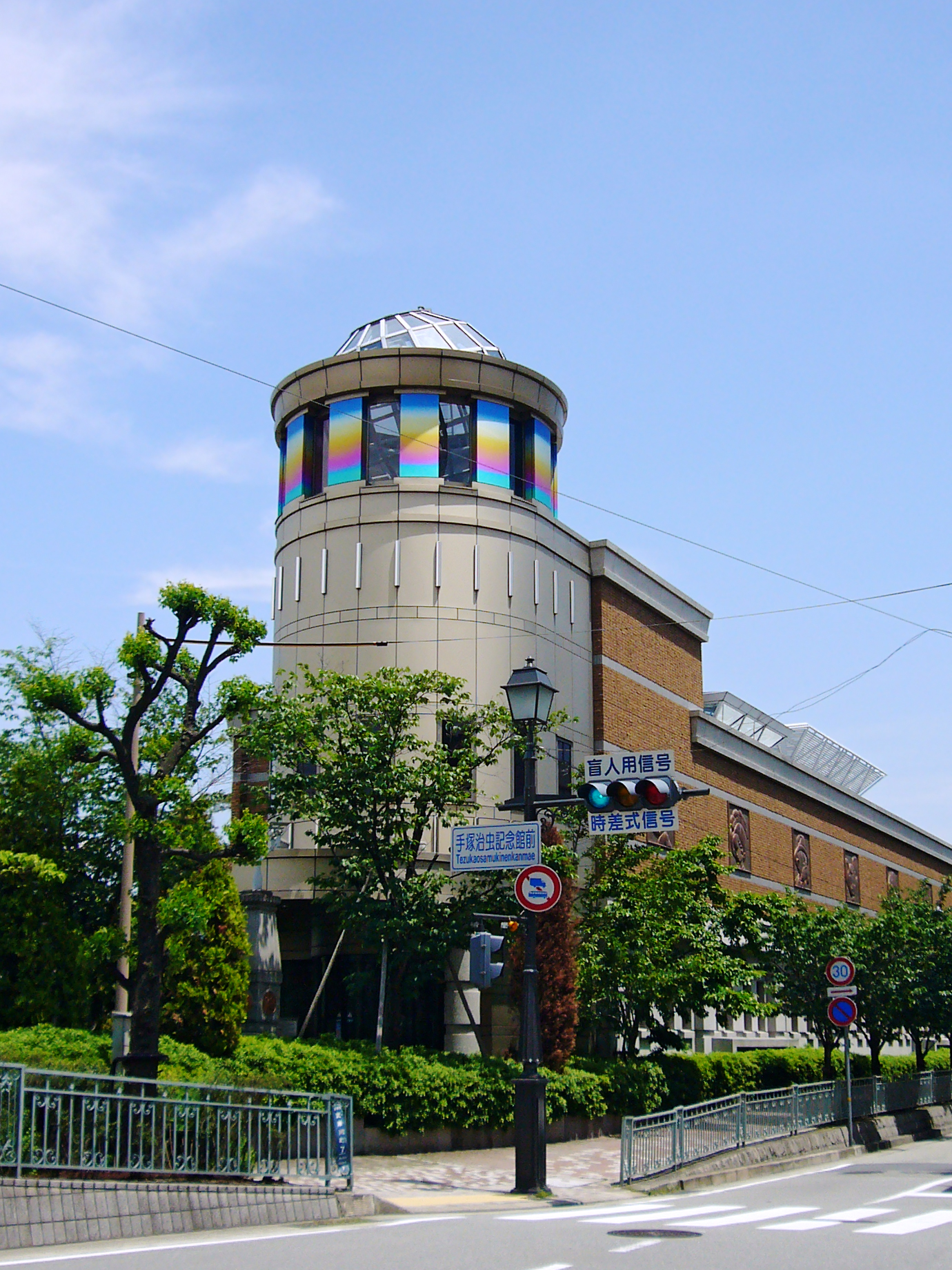
Muzeum mangy věnované Osamu Tezukovi ve městě Takarazuka, Japonsko

Větší popularitu a vývoj však manga zaznamenala až v době okupace Japonska po druhé světové válce. Tehdy se měnila japonská ekonomika i politická situace. Na veškerá nově vznikající díla se vztahovala přísná cenzura, která zakazovala jakákoliv válečná témata. I přes takto nepříznivou situaci začaly vznikat nové časopisy pro děti, ve kterých se objevovaly jednoduché kreslené příběhy. Tyto časopisy se tiskly na levný papír a titulní stránky byly jasně červené, proto se jim říkalo akahon (doslova červená kniha).
Asi nejvýznamnějším umělcem té doby byl Osamu Tezuka. Jeho práce výrazně ovlivnila styl kresby tehdejších umělců a některé její prvky se v manze objevují i dnes. Do té doby se jednotlivé ilustrace kreslily bez perspektivy, z pohledu třetí osoby a úhel, pod jakým čtenář pozoroval obraz se neměnil. Až Tezuka, který se inspiroval ve filmu a především v Disneyho animacích, začal využívat moderních vypravěčských postupů a aktivní práce s „kamerou“. Jeho první dílo, které se výrazněji proslavilo, vyšlo v roce 1947 pod názvem Šin Takaradžima (česky Nový ostrov pokladů) a později pak Tecuwan Atomu (japonsky 鉄腕アトム), na západě známý jako Astro Boy. Další významnou kreslířkou byla Mačiko Hasegawa, známá svou sérií Sazae-san, která poprvé vyšla v roce 1946 a vychází dodnes.
V padesátých letech začala manga získávat na popularitě a trh s komiksovými příběhy se začal rozšiřovat. První generace mladých čtenářů mangy začaly dospívat, ale na rozdíl od svých předchůdců komiksové příběhy četli i nadále. Začaly tak vznikat první příběhy pro starší děti a posléze i pro dospělé. Mnoho umělců a autorů také navázalo na úspěšný Tezukův styl a následně jej zdokonalovali. S příchodem starších čtenářů se začaly vyvíjet i nové žánry a příběhy se stávaly složitější a delší. Jednotlivé příběhy se proto začaly více zaměřovat na užší skupiny čtenářů. Z této doby pochází i dva hlavní směry – šónen, zaměřen svým obsahem na chlapce, a šódžo, určen primárně pro dívky. Až do roku 1969 však dívčí šódžo mangy nezískaly na popularitě. Většina tvůrců a umělců byli muži, kteří svými příběhy nedokázali mladé dívky a ženy zaujmout. Až v roce 1969 vznikla skupina Nidžújonen Gumi (česky Skupina roku 24; většina autorek se narodila v roce 24 období Šówa, tedy v roce 1949), ve které působily mladé autorky, jež se zaměřily na žánr šódžo.
V následujícím období (od počátku 70. let dodnes) získal žánr šódžo vlastní unikátní vzhled i podžánry. Mezi ty patří například šódžo manga zaměřená na dospělé ženy – džosei (japonsky 女性), často nazývaná redísu (japonsky レディース) či redikomi (japonsky レディコミ). Dalším příkladem podžánru šódžo jsou například mahó šódžo (japonsky 魔法少女), neboli čarodějné dívky, ve kterých jsou hlavní hrdinky obdařeny magickou silou. Manga zaměřená na chlapce a muže se vyvíjela podobně. Příběhy označené jako šónen se zaměřily na mladé chlapce, většinou do 18 let, zatímco seinen mangy byly určeny pro dospělé muže. Tyto podžánry šónen mangy často zobrazovaly příběhy superhrdinů, akční, humorné i hororové příběhy, později i mírně explicitní témata.

### Současnost

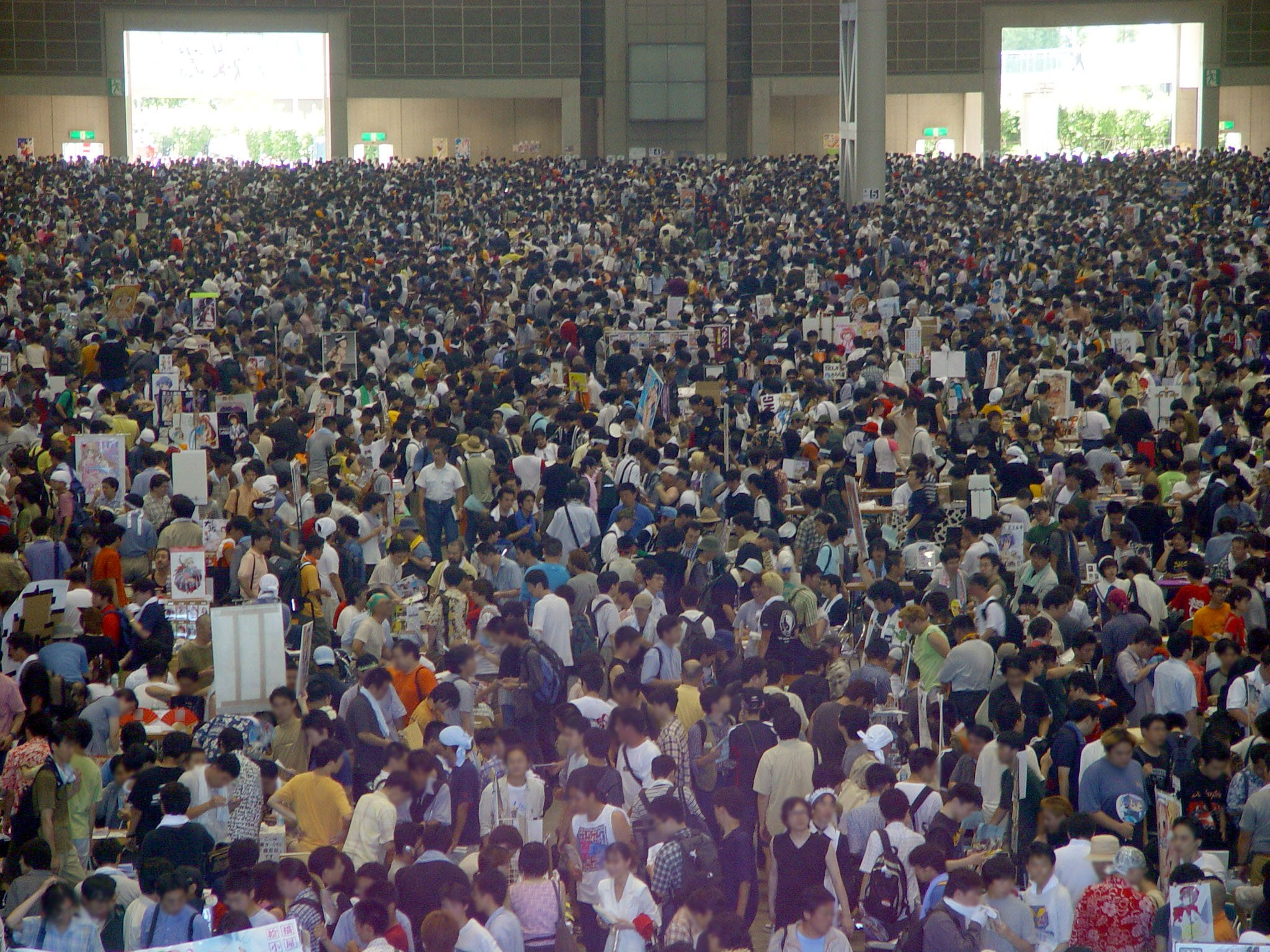
V pořadí již 69. Comic Market proběhl v roce 2002

Další vývoj trhu s mangou v Japonsku proběhl s rozšířením levného a dostupného tisku v 70. letech 20. století. Začala tak vznikat malá, nezávislá vydavatelství, která umožnila amatérům publikovat svou vlastní tvorbu. Té se později začalo říkat dódžinši a v počátcích se jednalo o původní autorskou tvorbu. Zatímco velká nakladatelství zaměřená na mainstream vydávala známé příběhy, tento nový trh s amatérskou tvorbou obsahoval velké množství experimentů a nových žánrů.
Obrovský zájem o dódžinši dal v roce 1975 vzniknout setkání (conu) známé jako Comic Market, kde se každoročně schází skupiny amatérů i jednotlivců publikující mangu. Toto setkání se stalo místem pro prodej a šíření dódžinši a během následujících 10 let se rozrostlo co do počtu autorů i návštěvníků. Největší boom nastal v letech 1986 až 1992, kdy se Comic Market začal pořádat dvakrát do roka a stal se tak největší akcí svého druhu (v roce 2000 proběhl již 58. Comiket a během dvou dní jej navštívilo více než 800 000 návštěvníků). Vznikly také nové časopisy zaměřující se na amatérskou tvorbu (např. v 70. letech June či Manga kissatengai a později v 80. letech Puff nebo Comic Box) a také malé společnosti, které vydávaly dódžinši.
Amatérská tvorba byla oproti mainstreamovému trhu zvláštní také velkým množstvím dívčí mangy. Zatímco hlavní směr se soustředil z větší části na šónen (v roce 1993 se jednalo až o 78 % veškerých titulů), na Comic Marketu bylo kolem roku 1989 více než 80 % autorek tvořících dívčí šódžo mangu.

## Manga vČesku
V České republice je historie mangy spjata s anime, které se začalo objevovat na českých sci-fi a fantasy conech již v roce 1999 a 2000. V roce 2000 se na akci jménem Raucon objevil první program zaměřený na Japonsko, anime a mangu. V tomto roce také vzniklo sdružení fanoušků s názvem Česko-slovenský klub přátel mangy a anime, pod záštitou sci-fi klubu Terminus a Československého fandomu. Toto sdružení později pořádalo program zaměřený na mangu a anime, který byl součástí setkání Parcon v roce 2001. Až do roku 2004 fanouškové anime a mangy pořádali setkání na různých conech, jako malou část programu. První samostatná akce s názvem Animefest se uskutečnila až 8. a 9. května 2004 v Brně, na které se sešlo přes 200 návštěvníků. Toto setkání fanoušků probíhá každoročně na začátku května a pořádá jej občanské sdružení Brněnští otaku.
Během tohoto období začaly vznikat také první neoficiální překlady mang, které se mezi čtenáři a fanoušky šířily přes internet. Prvním oficiálním titulem byla manga Gon, kterou v roce 2000 vydalo nakladatelství Calibre Publishing. Později se začaly na českém trhu objevovat některé korejské tituly nazývané manhwa. Manga se ve větší míře začala oficiálně vydávat až po roce 2008, kdy nakladatelství Zoner Press vydalo Dveře chaosu. Tituly, které následovaly, jsou např. Gravitation a Temné metro. Další nakladatelství, která později začala vydávat mangu v ČR, jsou Albatros (manga Romeo a Julie), Talpress (manga Motýlek) či polské nakladatelství Hanami (manga Balzamovač).Od roku 2011 vychází manga v nakladatelství Crew (Naruto, Death Note, Bleach, Útok titánů, Gantz, Crying Freeman).

## Publikace
Trh s mangou je v Japonsku obrovský. V roce 2007 byla celková cena prodaných manga publikací 406 miliard jenů (přibližně 84 miliard Kč), což je podle některých zdrojů až 40 % veškerých tištěných publikací. Manga však nezůstává jen v Japonsku, ale rozšířila se i do jiných zemí světa, především do Spojených států amerických, kde vychází nejenom přeložená manga, ale i anime.
Způsob, jakým se nové příběhy dostávají mezi čtenáře, je v případě mangy velmi specifický. Příběhy jednotlivých autorů vycházejí nejprve po jednotlivých kapitolách v levných časopisech, které jsou zaměřeny na jednu cílovou skupinu (šónen, šódžo,…). Těchto časopisů je velké množství, od nízkonákladových až po velmi známé tituly (například Šúkan šónen Jump). Později, pokud je příběh oblíbený, se jednotlivé kapitoly vydají v knize, která se nazývá tankóbon. Tento formát je velmi podobný evropským paperbackovým knihám.
V Japonsku je běžné, že skupiny začínajících autorů vydávají své vlastní, nízkonákladové časopisy. Zde pak začínající autoři sdílí své nápady a příběhy se čtenáři. Pokud je autor úspěšný, často si jej všimne některé větší nakladatelství, případně vyhraje některou z mnoha soutěží pro začínající autory.

### Časopisy

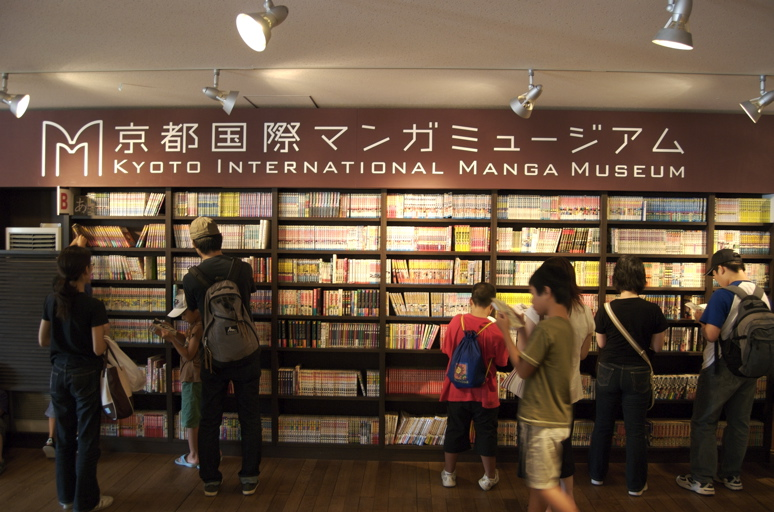
V muzeu mangy v Kjótu se nachází i první manga časopisy z konce 19. a začátku 20. století.

První periodikum, které můžeme považovat za předchůdce dnešních manga časopisů, vyšlo již v roce 1874 pod názvem Ešinbun Nipponči. Autoři Kanagaki Robun a Kawanabe Kjosai se inspirovali britským časopisem Japan Punch, který vydával Charles Wargman. Tento magazín obsahoval velmi jednoduché kresby, zato se dotýkal velmi kontroverzních témat. Z toho důvodu se příliš nerozšířil a po třetím vydání zaniknul. Na tento časopis pak o dva roky později, v roce 1877, navázal Marumaru Šinbun a v roce 1879 pak Garakuta Činpo. První šónen magazín začal vydávat v roce 1895 Iwaja Sazanami. Toto periodikum pro mladé chlapce bylo výrazně zaměřeno na první čínsko-japonskou válku, často zde byly informace z fronty a úspěchy japonské armády. Tento časopis přestal vycházet záhy po skončení války.
Velké množství nových periodik začalo vycházet až o deset let později, tedy v roce 1905 (během rusko-japonské války). Tehdy se objevily i první časopisy zaměřené na dívky (šódžo sekai), nebo na menší děti (Šónen Pakku). Další tituly, zaměřené na různé skupiny čtenářů vznikaly a zanikaly velkou rychlostí. Mezi ně patří např. Poten (1908, vyšlo jediné číslo tohoto časopisu a bylo vytištěno barevně), Kodomo Pakku (1924, obsahovalo velmi kvalitní kresby a příběhy od známých mangaka tvůrců), Manga no Kuni (od 1935 do 1941, vycházel v období druhé čínsko-japonské války).
Po druhé světové válce začala počátkem 50. let vycházet další periodika. Tato již začala vycházet jednou měsíčně a vycházela po dobu několika let. Na konci 50. let také vyšel první týdenní časopis pro chlapce – Šúkan šónen Magadžin (japonsky 週刊少年マガジン), který vychází dodnes.

### Dódžinši
Dódžinši je výraz pro nízkonákladové nezávislé publikace, které vycházejí mimo hlavní trh s mangou. Často je vydávají malé společnosti, nebo samotní autoři. Dříve bylo toto označení chápáno jako sborník původních děl začínajících autorů. V dnešní době je dódžinši chápáno i jako fanartová publikace obsahující parodie nebo převyprávění známých příběhů.

## Ocenění
Japonská nakladatelství vydávající mangu často vyhlašují soutěže a ocenění pro začínající a neznámé autory. Tímto způsobem se do známých časopisů dostávají noví autoři a jejich příběhy. Z nejznámějších soutěží a ocenění uveďme například:
- Akacuka šó za komediální mangu, vyhlašuje Šúeiša.
- Dengeki Komikku Guran Puri za krátké, jednodílné příběhy, vyhlašuje ASCII Media Works.
- Kódanša manga šó je ocenění, které vyhlašuje Kódanša ve více kategoriích.
- Seiunšó za nejlepší sci-fi mangu předchozího roku.
- Šógakukan mangašó ocenění ve více kategoriích.
- Tezuka šó za nejlepší nově vydanou sérii.

Také mimojaponští autoři a tvůrci jsou odměňováni cenou Kokusai manga šó (mezinárodní ocenění za mangu), které vyhlašuje japonské ministerstvo zahraničních věcí od roku 2007.